# Социальное дистанцирование

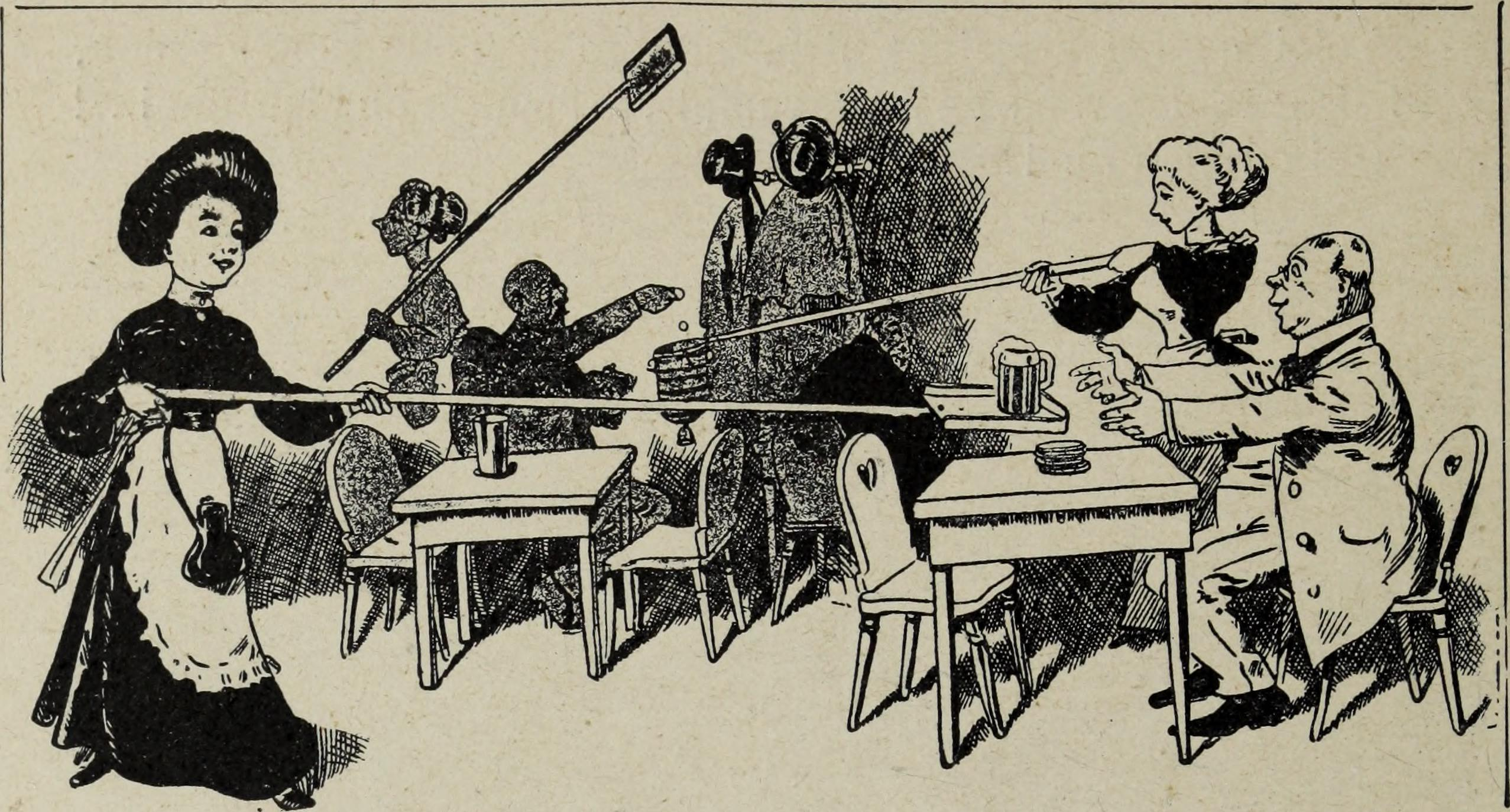
Карикатура (Берлин, 1903)

Метод предотвращения резкого пика инфицирования, известный как уплощение кривой эпидемии, препятствует перегрузке системы здравоохранения, а также предоставляет больше времени для разработки вакцин и методик лечения. Растягивание инфицирования по времени позволяет службам здравоохранения более эффективно справляться с наплывом пациентов

Альтернативы уплощения кривой

Социа́льное дистанци́рование (или физическое дистанцирование) — комплекс санитарно-эпидемиологических мероприятий немедикаментозного характера, направленных на остановку или замедление распространения заразной болезни через увеличение физической дистанции между людьми и снижение числа близких контактов. При социальном дистанцировании следует находиться минимум в двух метрах от других людей и избегать массовых скоплений.
Снижая вероятность того, что условно здоровый человек вступит в физический контакт с инфицированным, удаётся подавить распространение инфекции и тем самым снизить смертность. Для наибольшей эффективности социальное дистанцирование должно дополняться мерами респираторной гигиены и мытьём рук. В период пандемии COVID-19 ВОЗ предложила использовать термин «физическое дистанцирование» как предпочтительный, поскольку первостепенно именно физическое прерывание передачи инфекции, тогда как социум может оставаться единым благодаря технологиям. Чтобы замедлить распространение инфекционных заболеваний и избежать перегрузки систем здравоохранения, особенно в период пандемии, физическое дистанцирование включает следующие меры: отменяются массовые мероприятия, закрываются школы, работа переводится на удалённую, ограничивается общественный транспорт, вводятся карантин и/или изоляция, официально ограничиваются перемещения людей.
Первые свидетельства о применении карантинных мерах восходят к V веку до н. э. В Книге Левит сказано: «Во все дни, доколе на нем язва, он должен быть нечист, нечист он; он должен жить отдельно, вне стана жилище его». Во время Юстиниановой чумы император Юстиниан I установил карантин в Византийской империи, когда тела погибших сбрасывали в море, однако обвинив в распространении инфекции «всех евреев, самаритян, язычников, еретиков, ариан, монтанистов и гомосексуалов». В 1918 году во время пандемии испанского гриппа власти Сент-Луиса закрыли школы, запретили общественные мероприятия и ввели подобные меры социального дистанцирования сразу после выявления первых случаев заболевания в городе. В результате число жертв было значительно меньше, чем например в Филадельфии, где карантинные меры были введены на две недели позже.
Меры физического дистанцирования наиболее эффективны при подавлении заболеваний, распространяющихся воздушно-капельным путём (через кашель или чихание), прямым физическим контактом (включая сексуальный), непрямым физическим контактом (через контаминированные объекты или поверхности) и аэрогенно (если микроорганизмы могут выживать в воздухе длительное время). Менее эффективно социальное дистанцирование для сдерживания инфекций, передающихся фекально-оральным путём или трансмиссивно (через насекомых).
Недостатками метода физического дистанцирования являются возникающие у людей чувство одиночества, меньшая продуктивность, утрата иных благотворных эффектов, связанных с человеческой коммуникацией.

## Определение
В 2009 году ВОЗ подразумевала под социальным дистанцированием «соблюдение дистанции от окружающих, равной длине вытянутой руки, и минимизацию массовых скоплений людей». Американская ассоциация CDC определяет это понятие как «набор методов по снижению частоты и близости контакта между людьми, направленный на снижение риска передачи инфекции». В марте 2020 года, во время пандемии COVID-19, CDC пересмотрела формулировку и охарактеризовала дистанцирование как «избегание общественных мест, массовых собраний, поддержка дистанции в 2 метра от других людей».

## Теоретические основы
С точки зрения эпидемиологии, основная цель социального дистанцирования — уменьшение базового показателя репродукции {\displaystyle R_{0}}, то есть среднего числа вторично инфицированных лиц, заразившихся от одного первичного инфицированного лица в популяции, где все люди одинаково восприимчивы к болезни. В базовой модели социального дистанцирования, если {\displaystyle f} — доля вовлекаемого в социальное дистанцирование населения, и {\displaystyle a} — коэффициент, с которым уменьшается количество межличностных контактов для вовлекаемое в социальное дистанцирование лицо, то новый эффективный показатель репродукции {\displaystyle R} определяется по формуле:{\displaystyle R=[1-(1-a^{2})f]R_{0}}Например, если 25 % населения сокращает социальные контакты до 50 % от их нормального уровня, то эффективный показатель репродукции составит 81 % от базового. Такое снижение на первый взгляд незначительно, но сильно замедляет экспоненциальное распространение инфекции.

## Меры и эффективность
Информация о том, что в обществе появилось и циркулирует инфекционное заболевание, часто вызывает изменение поведения у людей, в том числе решение избегать общественных мест и тесного контакта с другими людьми. Подобные изменения могут быть полезны для борьбы с эпидемией, но несут ущерб экономике. Исследования показывают, что для эффективности меры социального дистанцирования должны внедряться незамедлительно и строго соблюдаться. Социальное дистанцирование включает в себя: закрытие школ и рабочих мест, общественного транспорта и общественных мест отдыха, отмену массовых мероприятий, изоляцию, локдаун, карантин и санитарные кордоны (в том числе закрытие здоровых групп).

### Альтернативы рукопожатиям

Социальное дистанцирование включает в себя устранение физического контакта, происходящего при традиционных рукопожатиях, объятьях и хлопков «дай пять». Иллюстрация предлагает восемь альтернативных вариантов

Физическое дистанцирование требует соблюдения между людьми расстояния около двух метров. Подобная дистанция рекомендуется для всех рабочих мест как одна из стандартных мер гигиены.
Традиционное для западной культуры рукопожатие неприемлемо при соблюдении социального дистанцирования. Его негативный эффект был известен уже давно — ещё в 1920-х советское правительство выпустило значок «свободен от рукопожатий» в рамках кампании по борьбе с эпидемиями кишечных инфекций.
В качестве одной из альтернатив рукопожатию предлагается жест намасте — соединение ладоней вместе пальцами вверх, приблизив руки к груди. Во время пандемии коронавируса в 2020 году этот жест использовал в качестве приветствия принц Чарльз; этот же жест рекомендовали генеральный директор Всемирной организации здравоохранения, Тедрос Адханом Гебрейесус и израильский премьер-министр Биньямин Нетаньяху. Другие альтернативы рукопожатию:
- «волна»;
- жест Шака;
- прикладывание ладони к сердцу — распространённое в Иране приветствие[30];
- приветствие поднятым кулаком «Рот Фронт»;
- приветствие «Римский салют»;
- приветствие тремя перстами.

Кроме того, практикуются ограниченно-контактные приветствия, при которых, несмотря на физический контакт, вероятность передачи вируса минимальна:
- скандинавское приветствие, или приветствие викингов — соударение сначала внутренней, а потом внешней частями согнутой в локте руки (в обратном порядке — прощание)[источник не указан 1917 дней];
- прикосновение кулаками (при нём передача бактерий снижается в 10 раз по сравнению с традиционным рукопожатием)[31];
- «уханьское приветствие» ногами — возникло в городе Ухань в 2020 году[источник не указан 1917 дней].

### Закрытие школ

Распространение свиного гриппа по неделям в Великобритании в 2009 году.
Моделирование Агентством защиты здоровья

Математическое моделирование показало, что распространение инфекции может быть отложено путём закрытия школ. Однако, эффективность меры зависит от того, поддерживают ли школьники контакты за пределами школы. Часто одному из родителей приходится брать отгул на работе, поэтому длительное закрытие школ может привести к социальным и экономическим потрясениям. Согласно подсчётам, для Великобритании упреждающее закрытие школ в период эпидемии гриппа обходится в 1,2 млрд фунтов стерлингов в неделю, а для США 4 недели закрытия школ стоят до 0,3 % ВВП (до 47 млрд долларов).
Упреждающее закрытие школ в период пандемии «испанки» 1918 года в некоторых городах США позволило снизить общую смертность на 25 %, а во время вспышки азиатского гриппа 1957-58 годов — на 90 % и до 50 % при эпидемиях гриппа в США в 2004—2008 годах. Аналогичным образом, обязательное закрытие школ и другие меры социального дистанцирования способствовали снижению передачи гриппа с 29 % до 37 % в период эпидемии гриппа H1N1 в 2009 году в Мексике.

### Закрытие рабочих мест
Под закрытием рабочих мест подразумевается закрытие предприятий «не первостепенной важности», то есть таких, которые не предоставляют жизненно необходимых услуг и товаров. Расчёты и моделирование на основе данных по США показывают, что закрытие 10 % рабочих мест, где среди сотрудников встречались случаи заболевания, общее распространение инфекции составляет 11,9 %, а пик эпидемии благодаря этому задерживается незначительно. При закрытии 33 % рабочих мест, распространение инфекции падает до 4,9 %, а пик эпидемии откладывается на неделю.
Закрытие рабочих мест имеет серьёзные экономические и социальные последствия. ВОЗ рекомендует работодателям переводить сотрудников на удалённую работу с сохранением оплаты труда. Основное негативное экономическое воздействие при закрытии предприятий приходится на частных предпринимателей, самозанятых, семьи с низким доходом. По статистике, собранной в США, 28 % людей рискуют потерять рабочее место за 7-10 дней карантина в период эпидемии.

### Карантин
Во время эпидемии SARS в 2003 году в Сингапуре свыше 8000 человек были помещены на обязательный домашний карантин, а 4300 человек были обязаны отслеживать свои симптомы и по телефону ежедневно ставить известность в медиков. Хотя в итоге только 58 из них оказались инфицированы и получили подтверждённый диагноз, власти сочли опыт этого карантина как важную меру в борьбе с распространением вируса. На примере эпидемии H1N1 в Пекине было установлено, что обязательный карантин снижает число случаев на пике вспышки в пять раз.

### Санитарный кордон
В 1995 году санитарный кордон применялся при вспышке лихорадки Эбола в Киквите. Следуя указу президента, периметр города окружили войска, запретили авиасообщение, внутри города при помощи ВОЗ создали дополнительные санитарные кордоны, зоны для лечения и захоронения погибших изолировали от остального населения. Все эти меры помогли справиться со вспышкой и не допустить дальнейшего распространения инфекции.

### Защитная изоляция
Во время пандемии испанского гриппа в 1918 году город Ганнисон в американском штате Колорадо изолировался на два месяца, чтобы не допустить проникновения инфекции в свои границы. На междугородных трассах построили баррикады, а всех приезжавших на поездах пассажиров отправляли на пятидневный карантин. В результате этих мер в городе не было ни одного погибшего от испанки.

### Отмена массовых мероприятий
Под отменой массовых мероприятий подразумевается отмена спортивных событий, киносеансов, музыкальных и развлекательных шоу. Некоторые исследователи считают неубедительным мнение, что массовые скопления людей увеличивают потенциал распространения инфекционных заболеваний. Прецеденты, однако, свидетельствуют о том, что скопления людей могут не только увеличивать процент заражений, но и заносить инфекцию в прежде свободные от неё районы, превращая эпидемию в пандемию. Так, в 1918 году военные парады в Филадельфии и Бостоне стали причиной распространения гриппа, так как толпы гражданских зрителей контактировали с моряками, среди которых были носители инфекции. Ограничение массовых собраний вместе с другими мерами социального дистанцирования помогает сдержать распространение инфекций.
Из всех мер физического дистанцирования отмена массовых скоплений людей имеет наилучший баланс эффективности/приемлемости. Хотя качество доказательных исследований невысоко, общая тенденция очевидна — недопущение одновременного скопления большого количества людей позволяет сгладить кривую роста заболеваемости и отсрочить пик эпидемии.

### Ограничения на путешествия
Закрытые границы и запрет на международные авиаперелёты могут отсрочить распространение инфекций более чем на 2-3 недели, для больших сроков требуется строгость контроля границ минимум в 99 %. Благодаря строжайшему контролю границ с 1770 по 1871 год в Австрии удалось не допустить ни единой вспышки бубонной чумы, тогда как соседняя Османская империя страдала от частых эпидемий этого заболевания вплоть до середины XIX века. В 2020 году было опубликовано исследование, согласно которому ограничение поездок в Китай и из него в сочетании с усилиями, предпринимаемыми на общественном и личном уровнях, смогли лишь замедлить распространение COVID-19. Выяснилось, что запрет на поездки в Ухань смог замедлить попадание вируса на территорию остального Китая на 3-5 дней, однако на 80 % снизил количество заболевших в стране. Низкая эффективность контроля за перемещениями объясняется тем, что на ранних стадиях заболевания у инфицированных не были выражены симптомы.
Как подвид ограничения путешествий часто практикуется скрининг температуры тела на въезде и выезде. Согласно расчётам, проверка температуры тела международных путешественников помогает отсрочить эпидемию на 2 недели, однако в предсимптоматический период инфицированных невозможно выявить.

## В истории

### Ранние примеры
Лепрозории и лазареты упоминаются как пример социального дистанцирования в те времена, когда механизмы распространения инфекций ещё не были изучены, а методы эффективного лечения — не изобретены. Герои одного из известнейших литературных произведений Средневековья — Декамерона Джованни Боккаччо — ведут свои рассказы, укрывшись в убежище посреди бушующей эпидемии чумы 1348 года. В начале XX века история Тифозной Мэри стала примером принудительной изоляции суперспредера — будучи бессимптомным носителем, она стала причиной многочисленных вспышек брюшного тифа и была отправлена на пожизненный карантин после неоднократных нарушений предписания не работать поваром.

### Пандемия гриппа в 1918 году
Пандемия «испанки», поразившая почти полмиллиарда человек и убившая до 100 млн по миру, заставила общество вынести несколько важных уроков по борьбе с вирусами, и не в последнюю очередь — о важности карантинных мер и изоляции больных. Последующий анализ выявил, что высокой летальности можно было избежать — плохая санитария, скученность заболевших в тяжёлой форме, бесконтрольное перемещение людей значительно усугубили ситуацию.
Во время эпидемии в 1918 году в США были приняты меры социального дистанцирования, включая закрытие школ и запрет на проведение публичных собраний, в городах Филадельфия и Сент-Луис. При этом в Филадельфии задержка на пять дней в инициировании этих мер привела к увеличению скорости распространения инфекции в три-пять раз, в то время как более оперативное реагирование в Сент-Луисе оказало значительное влияние на снижение передачи инфекции в городе. Исследователи Бутсма и Фергюсон проанализировали мероприятия по социальному дистанцированию в 16 городах США во время эпидемии 1918 года и выяснили, что ограниченное по времени дистанцирование снижало общую смертность лишь незначительно (возможно на 10-30 %). Эффективность этих мер также была снижена из-за позднего введения и раннего прекращения. Было отмечено, что в ряде городов наблюдался второй пик эпидемии после того, как меры социального дистанцирования были отменены.
Эпидемия «испанки» в Российской империи продолжилась эпидемией тифа. Огромное число жертв (не менее 3 млн человек по самым скромным подсчётам) было связано с тем, что первая значительная группа поражённых инфекцией — солдаты — зимой 1918 года стали разъезжаться по домам. Железнодорожные вагоны стали источником заболевания, даже одного укуса главного платяной вши, которая стала основным переносчиком инфекции, было достаточно для заболевания.

### Эпидемия SARS 2003 года
Во время вспышки SARS в 2002—2004 году применялись такие меры социального дистанцирования, как запрет на массовые мероприятия, закрытие школ, театров и прочих общественных мест, выявление и изоляция инфицированных, отслеживание и карантин контактировавших. Некоторым группам людей было рекомендовано носить медицинские маски. В этот период в Канаде проводились меры общественного карантина, призванные сдержать распространение вируса, их успешность была позднее оценена как средняя. Из неазиатских стран Канада оказалась наиболее сильно затронута вирусом. Власти Гонконга оказались не готовы к взрывному росту количества инфицированных, а несовершенство медицинской системы (переполненные палаты, плохая вентиляция в больницах, недостаток оборудования, незащищённость медработников) на начальных этапах усугубило вспышку. В Сингапуре работа властей с эпидемией включала активное информирование и вовлечение населения, поэтому меры социального дистанцирования опирались также и на личную, добровольную инициативу людей. Проведённые в дальнейшем опросы показали, что 93 % были довольны или очень довольны мерами правительства по борьбе с SARS.

## Недостатки и побочные эффекты
Социальное дистанцирование приводит к ухудшению психологического состояния людей, вызывает чувство одиночества, повышает тревожность. Изоляция в замкнутых пространствах приводит к снижению двигательной активности, что приводит к росту фрустрации и агрессии. Длительное пребывание в одиночестве может стать триггером, запускающим скрытые прежде психологические расстройства вроде депрессии. Людям требуется физический контакт, и средства телекоммуникации могут лишь несколько сгладить негативные последствия его отсутствия. Подобно пост-травматическому синдрому, негативные последствия изоляции могут сказываться в долгосрочной перспективе: бессонница, злоупотребление алкоголем и наркотиками, эмоциональное выгорание проявляются и спустя несколько лет.
Социальное дистанцирование также оказывает серьёзный эффект на экономику: изоляция снижает спрос на товары и услуги, который приводит к банкротству компаний и общей рецессии. Однако, строгий карантин сокращает сроки эпидемии и тем самым делает её экономические последствия менее серьёзными. На примере «испанки» 1918 года выясняется, что после окончания эпидемии города, где больше следили за санитарными нормами и строже соблюдали карантин, уже на следующий год добились 5 % прироста занятости.